# Byrsonima macrophylla
Byrsonima macrophylla là một loài thực vật có hoa trong họ Malpighiaceae. Loài này được (Pers.) W.R.Anderson mô tả khoa học đầu tiên năm 1993.